# Soľ
Soľ (in ungherese Sókút) è un comune della Slovacchia facente parte del distretto di Vranov nad Topľou, nella regione di Prešov.